# Kuštilj
Kuštilj (izvirno srbsko Куштиљ) je naselje v Srbiji, ki upravno spada pod Občino Vršac; slednja pa je del Južnobanatskega upravnega okraja.

## Demografija
V naselju živi 646 polnoletnih prebivalcev, pri čemer je njihova povprečna starost 40,9 let (39,3 pri moških in 42,4 pri ženskah). Naselje ima 215 gospodinjstev, pri čemer je povprečno število članov na gospodinjstvo 3,74.
|  |

| Demografija | Demografija     | Demografija     |
| Leto        | Št. prebivalcev | Št. prebivalcev |
| ----------- | --------------- | --------------- |
|             |                 |                 |
|             |                 |                 |
|             |                 |                 |
|             |                 |                 |
| 1948        | 1666            |                 |
| 1953        | 1594            |                 |
| 1961        | 1596            |                 |
| 1971        | 1416            |                 |
| 1981        | 1189            |                 |
| 1991        | 1082            | 911             |
| 2002        | 1001            | 806             |
|             |                 |                 |

| Etnična sestava po popisu iz leta 2002 | Etnična sestava po popisu iz leta 2002 | Etnična sestava po popisu iz leta 2002 | Etnična sestava po popisu iz leta 2002 | Etnična sestava po popisu iz leta 2002 |
| -------------------------------------- | -------------------------------------- | -------------------------------------- | -------------------------------------- | -------------------------------------- |
| Romuni                                 | Romuni                                 |                                        | 767                                    | 95,16%                                 |
| Srbi                                   | Srbi                                   |                                        | 19                                     | 2,35%                                  |
| Romi                                   | Romi                                   |                                        | 12                                     | 1,48%                                  |
| Madžari                                | Madžari                                |                                        | 4                                      | 0,49%                                  |
| Hrvati                                 | Hrvati                                 |                                        | 3                                      | 0,37%                                  |
| Neznano                                | Neznano                                |                                        | 0                                      | 0,0%                                   |